# Catherine Waller
Catherine Cornelia Waller, née Alexander le 1er décembre 1848, décédée le 4 janvier 1959, était une supercentenaire américaine reconnue comme doyenne de l'humanité du 7 janvier 1957 jusqu'à sa mort. 

## Biographie
Catherine Alexander est née à Somerville, dans le Tennessee, le 1er décembre 1848, de Wilson et Jane Alexander. Elle a épousé D. T. Waller à Shelby, dans le Tennessee, le 2 décembre 1875 et le couple s'est installé peu après dans ce qui allait devenir Luxora, en Arkansas. Waller a donné naissance à trois filles, dont l'une prénommée Luxora, qui a donné son nom à la ville. D. T. Waller est décédé en 1890, laissant Catherine veuve pendant les 68 dernières années de sa vie.
Catherine Waller est décédée à Luxora, dans l'Arkansas, le 4 janvier 1959, à l'âge de 110 ans et 34 jours. 

## Records de longévité
À sa mort, Catherine Waller était la doyenne de l'humanité depuis près de deux ans, succédant à Mathias Hansen Saether, décédé le 7 janvier 1957. Son âge a été validé par le Gerontology Research Group (GRG) le 14 novembre 2022.